# مواقف (أغنية)
«مواقف» (بالإنجليزية: Positions)‏ هي أغنية للمغنية الأمريكية أريانا غراندي. تم إصدارها في 23 أكتوبر 2020، بواسطة ريبابليك ريكوردز، كـأغنية منفردة رئيسية من ألبوم غراندي السادس الذي يحمل نفس الاسم. كتبت غراندي الأغنية بالتعاون مع أنجلينا باريت، ونيجا تشارلز، وجيمس غارفيس، وتومي براون، ولندن أون دا تراك، والسيد فرانكس، وأنتجها الثلاثة الأخيرون.
تلقت الأغنية مراجعات إيجابية بشكل عام من نقاد الموسيقى، والذين أشادوا بصوت غراندي المبهج والشجي. كما أحتلت المرتبة الأولي علي بيلبورد هوت 100 فور نزولها اللائحة، لتصبح خامس أغنية منفردة لغراندي بالمرتبة الأولي في الولايات المتحدة، وتصبح غراندي أول فنانة لديها خمس أغاني منفردة بالمرتبة الأولي على اللائحة فور نزولهم عليها، ولتصبح الفنانة الوحيدة التي دخلت أغانيها المنفردة الرئيسية لكل ألبوم من ألبوماتها ضمن المراكز العشرة الأولى في اللائحة فور نزولهم فيها. كما أحتلت الأغنية المرتبة الأولي علي Billboard Global 200 وBillboard Global Excl. U.S.، لتصبح أول أغنية تحتل في آن واحد المرتبة الأولي بكلا اللائحتين وهوت 100 فور نزولها عليهم. أيضا تصدرت الأغنية اللوائح في أستراليا، وكندا، واليونان، والمجر، وليتوانيا، وماليزيا، ونيوزيلندا، وأيرلندا، وإسرائيل، وسنغافورة، والمملكة المتحدة، لتصبح سابع أغنية منفردة لغراندي بالمرتبة الأولي في الأخيرة. كما بلغت ذروة الأغنية ضمن المراكز العشرة الأولى باللوائح في 11 دولة أخرى.
الفيديو كليب من إخراج ديف مايرز، وقد حقق أكثر من 6 ملايين مشاهدة قبل 6 ساعات منذ طرحه. خلال أسبوع فقط من إطلاقه، وصل الكليب لأكثر من 46.6 مليون مشاهدة، وهى نسبة مشاهدة ضخمة في وقت قصير بالمقارنة مع عدد من كليبات أهم وأشهر النجوم في العالم. وحصد الكليب أكثر من 3.1 مليون تسجيل إعجاب. من خلال الكليب، نجد أن الأغنية تعكس شكل الحياة داخل البيت الأبيض، وإدارة البلاد تحت قيادة غراندي، حيث ظهرت غراندي وكأنها أصبحت رئيسة للولايات المتحدة الأمريكية، حيث تدور أحداث الكليب في البيت الأبيض، مع غراندي التي ظهرت وهى تجلس في المكتب البيضاوى، كما ظهرت وهى في اجتماع مع مجلس الوزراء، ثم يسلط الكليب الضوء حول حياتها الطبيعية كأى امرأة تتردد على المطبخ وتقوم بإعداد بعض الأطعمة، وفى جناح غرفة النوم الرئاسية تظهر غراندي وهى تغنى، وأخيرا تظهر وهى تستمتع بوقتها وتتنزه مع كلابها.

## وصلات خارجية
- وراء الكواليس على يوتيوب
- فيديو الكلمات على يوتيوب
- كلمات الأغنية الكاملة على مترولايركس